# ساول رومان
ساول رومان (بالإسبانية: Saúl Román)‏ مواليد 3 يوليو 1980 في ولاية سينالوا، المكسيك، هو ملاكم محترف مكسيكي يصنف ضمن فئة الوزن المتوسط.

## إحصائيات
خاض خلال مسيرته 48 نزالا، فاز في 37 ولم يتعادل وخسر في 11. فاز بالضربة القاضية في 31 نزالا.

## روابط خارجية
- ساول رومان على موقع بوكس ريك (الإنجليزية) (registration required)